# Weberbauera mendocina
Weberbauera mendocina är en korsblommig växtart som beskrevs av Osvaldo Boelcke och S. Arroyo. Weberbauera mendocina ingår i släktet Weberbauera och familjen korsblommiga växter. Inga underarter finns listade i Catalogue of Life.